# Cantonul Arles-Ouest
Cantonul Arles-Ouest este un canton din arondismentul Arles, departamentul Bouches-du-Rhône, regiunea Provence-Alpes-Côte d'Azur, Franța.

## Comune
- Arles (parțial)